# Vincent Koziello
Vincent Koziello (Grasse, 1995. október 28. –) francia korosztályos válogatott labdarúgó, jelenleg az 1. FC Köln játékosa.

## Pályafutása

### Klubcsapatban
A Roquettan és a Cannes csapataiban nevelkedett, majd 2013-ban a Nice akadémiájára került. 2014. október 29-én a ligakupában mutatkozott be első alkalommal tétmérkőzésen az első csapatban az FC Metz ellen. November 1-jén mutatkozott be a bajnokságban az Olympique Lyonnais elleni 3–1-re elvesztett hazai mérkőzésen, a 71. percben váltotta Grégoire Puelt. 2015. június 8-án aláírta a klubbal az első profi szerződését. Szeptember 27-én első gólját szerezte a bajnokságban a Saint-Étienne ellen, a találkozót 4–1-re idegenben megnyerték. 2018. január 16-án négy és fél éves szerződést írt alá a német élvonalban szereplő 1. FC Köln csapatával. Február 10-én mutatkozott be az Eintracht Frankfurt elleni bajnoki mérkőzésen a 71. percben Matthias Lehmann cseréjeként. Február 25-én az első gólját is megszerezte az RB Leipzig ellen idegenben 2–1-re megnyert bajnokin. A mérkőzés 70. percében tekert középről, tizenhat méterről a kapu jobb oldalába, Gulácsi Péter csak ujjheggyel tudott beleérni a lövésbe.

### A válogatottban
2013. november 13-án mutatkozott be a francia U19-es labdarúgó-válogatottban a német U19-es válogatott ellen. 2015. március 26-án a francia U20-as labdarúgó-válogatottban pályára lépett az uruguayi U20-as válogatott ellen, valamint március 30-án a katari U20-as válogatott ellen is.

## Statisztika
2018. március 4-i állapot szerint.
| Klub             | Szezon   | Bajnokság  | Bajnokság | Bajnokság | Kupa  | Kupa  | Ligakupa | Ligakupa | Nemzetközi | Nemzetközi | Összesen | Összesen |
| Klub             | Szezon   | Osztály    | Mérk.     | Gólok     | Mérk. | Gólok | Mérk.    | Gólok    | Mérk.      | Gólok      | Mérk.    | Gólok    |
| ---------------- | -------- | ---------- | --------- | --------- | ----- | ----- | -------- | -------- | ---------- | ---------- | -------- | -------- |
| Nice             | 2014–15  | Ligue 1    | 7         | 0         | 0     | 0     | 1        | 0        | —          | —          | 8        | 0        |
| Nice             | 2015–16  | Ligue 1    | 35        | 3         | 1     | 0     | 1        | 0        | —          | —          | 37       | 3        |
| Nice             | 2016–17  | Ligue 1    | 27        | 1         | 1     | 0     | 1        | 0        | 5          | 0          | 34       | 1        |
| Nice             | 2017–18  | Ligue 1    | 15        | 0         | 0     | 0     | 1        | 0        | 7          | 0          | 23       | 0        |
| Nice             | Összesen | 84         | 4         | 2         | 0     | 4     | 0        | 12       | 0          | 102        | 4        |          |
| 1. FC Köln       | 2017–18  | Bundesliga | 4         | 1         | 0     | 0     | —        | —        | —          | —          | 4        | 1        |
| Karrier összesen | 88       | 5          | 2         | 0         | 4     | 0     | 12       | 0        | 106        | 5          |          |          |